# Ясинуватка (Кропивницький район)
Ясинува́тка — село в Україні, в Олександрівській селищній громаді Кропивницького району Кіровоградської області. Населення становить 980 осіб.
Має історичну пам'ятку — панський маєток. Через село протікає одна з найбільших річок області — Інгулець.

## Населення
Згідно з переписом УРСР 1989 року чисельність наявного населення села становила 166 осіб, з яких 77 чоловіків та 89 жінок.
За переписом населення України 2001 року в селі мешкали 123 особи.

### Мова
Розподіл населення за рідною мовою за даними перепису 2001 року:
| Мова       | Відсоток |
| ---------- | -------- |
| українська | 98,37 %  |
| російська  | 1,63 %   |